# Festival dramskih amatera Crne Gore
Festival dramskih amatera Crne Gore je festival dramskih amatera iz Crne Gore koji se svake godine održava u Bijelom Polju.

## O festivalu
Festival dramskih amatera Crne Gore osnovan je 1970. i od tada se u kontinuitetu održava svake godine.
Za učešće na Festivalu svake godine konkuriše u prosjeku od 12 do 15 predstava, od kojih selektor festivala ima zadatak da izabere 7 do 10 koje će nastupiti na samom festivalu. Odluku o pobjedniku Festivala donosi žiri sastavljen od renomiranih imena pozorišnog života u Crnoj Gori (kroz istoriju Festivala to su bili Blagota Eraković, Goran Bulajić i drugi).
Tokom 7 dana festivala prosječno nekoliko hiljada građana Bijelog Polja i okolnih mjesta odgleda program Festivala.
Pored pozorišnih predstava tokom Festivala, poslije svake održane predstave održavaju se razgovori o predstavi u kojima pozorišni stručnjaci (reditelji, glumci, scenaristi) daju svoj kritički osvrt.
Pored pozorišnih, Festival prate i drugi kulturni sadržaji.Tako se u okviru festivalskih dana organizuju izložbe slika, muzički koncerti i slično.
Na samom kraju Festivala organizuje se predstava u čast nagrađenih na Festivalu. Dvije najbolje predstave na Festivalu učestvuju na sličnim festivalima u okruženju.
Festival najvećim dijelom finansira opština Bijelo Polje, dok jedan dio troškova Festivala snosi Ministarstvo kulture Crne Gore. Za realizaciju Festivala zadužen je Centar za djelatnosti kulture „Vojislav Bulatović Strunjo”. Za donošenje programa Festivala zadužen je Savjet Festivala dramskih amatera koji čine: predsjednik Savjeta i članovi savjeta. Članovi savjeta Festivala su predsjednik opštine Bijelo Polje koji je ujedno i predsjednik Savjeta, direktor centra za kulturu koji je sekretar Savjeta Festivala, predstavnik ministarstva kulture i stručnjaci iz oblasti pozorišnog stvaralaštva.

## Nagrade
Odluke o nagradama i priznanjima na Festivalu donosi žiri Festivala.
Na festivalu se dodjeljuju sljedeće nagrade: 
- Nagrada za najbolju predstavu,
- Nagrada za najboljeg mladog glumca,
- Nagrada za glumačku bravura koja nosi ime glumca bjelopoljskog pozorišta Fuada Zaimovića Strele,
- Nagrada za najbolju epizodnu mušku ulogu,
- Nagrada za najbolju žensku epizodnu ulogu,
- Nagrada za najbolju scenografiju,
- Nagrada za najbolju kolektivnu igru i
- Nagrada za partnerstvo u igri.

Takođe, na Festivalu se dodjeljuju i:
- Specijalna nagrada za istraživački rad na novim scenskim formama,
- Nagrada za scenski pokret i
- Nagrada za sugestivnost u igri.[1]